# Miquel Àngel Ortiz i Castellón
Miquel Àngel Ortiz i Castellón «Xixo» (Reus, 1961) és un constructor d'instruments tradicional riudebitllenc conegut com a Xixo Luthier. Construeix instruments de vent tradicional (flabiols, sacs de gemecs, gralles i tarotes) i instruments de percussió tradicional (tabals, panderos, tamborins, etc.). Malgrat la seva formació d'enginyer de camins des del 2008 es dedica exclusivament a la feina de lutier. Pel que fa a la seva tasca de constructor d'instruments, va començar de petit quan va haver de construir-se la seva pròpia gralla en un taller de torneria de Reus, al llarg dels anys s'anirà formant en la construcció d'instruments de manera autodidàctica.

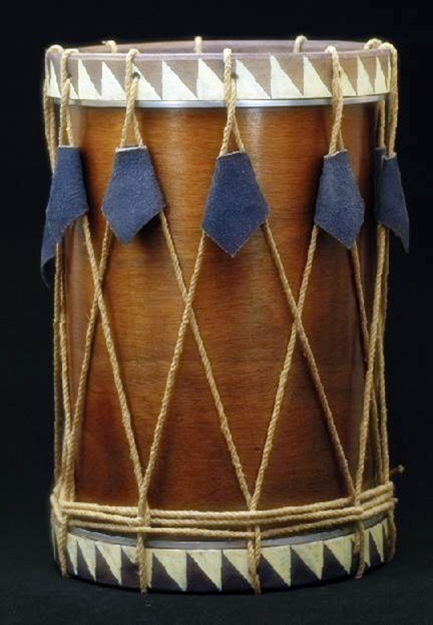
Tabal fondo construït per Miquel Àngel Ortiz «Xixo»

Ha construït milers de tabals arreu de Catalunya que acompanyen figures del bestiari festiu com el Ferafoc Sant Quintí de Mediona, el Drac de la Geltrú o el Drac de Sant Roc, i per acompanyar balls com els diables de Vila-seca, de Ribes o del Vendrell. Dins de la faceta d'investigador i constructor de percussió tradicional ha creat un bombo tradicional de grans dimensions per l'Orquestra de Músiques d'Arrel de Catalunya (OMAC).